# Erich Scheurmann
Erich Schuermann (Hamburgo, 24 de noviembre de 1878 - Arnsfeld, 4 de mayo de 1957) fue un escritor, pintor, predicador y, entre otras cosas, titiritero alemán, amigo de Hermann Hesse en su juventud, que en 1914 viajó a Samoa –por entonces posesión alemana– con el encargo de escribir una historia sobre los Mares del Sur. La Gran Guerra lo sorprendió allí y dejó la Polinesia al año siguiente rumbo a Estados Unidos. Internado allí como enemigo extranjero, a partir de un cuaderno de apuntes dio forma a lo que sería Der Papalagi: die Reden des Südseehäuptlings Tuiavii aus Tiavea (1920) antes de regresar a Europa, donde publicó las cartas del jefe Tuiavii en alemán con gran repercusión. Actualmente, se considera que dichas cartas fueron un medio por el cual el autor criticó la sociedad alemana más que como verdaderas fuentes etnológicas. Y así, desde entonces. Dio a conocer varias obras más —algunas referidas a los Mares del Sur—–, pero ninguna tuvo la resonancia de Los Papalagi.